# Tegenaria dentifera
Tegenaria dentifera là một loài nhện trong họ Agelenidae.
Loài này thuộc chi Tegenaria. Tegenaria dentifera được Wladislaus Kulczynski miêu tả năm 1908.